# Strafgesetz
Ein Strafgesetz ist ein Gesetz, das eine Rechtsfolge aus dem Bereich des Strafrechts anordnet. 
Solche Rechtsfolgen sind typischerweise die Freiheitsstrafe, Geldstrafe, Maßregeln der Besserung und Sicherung, Einziehung sowie Nebenstrafen und Nebenfolgen wie z. B. Fahrverbot.

## Deutschland
Die Hauptquelle deutscher Strafgesetze ist das Strafgesetzbuch (StGB), jedoch kommen auch Normen aus anderen Rechtsgebieten, das Nebenstrafrecht dazu. Da die Rechtsfolgen der Strafgesetze die stärksten Eingriffe in die bürgerlichen Grundrechte darstellen, unterliegen sie den höchsten Anforderungen in Bezug auf ihre Rechtmäßigkeit, insbesondere ihre Bestimmtheit. Strafgesetze unterliegen dem Analogieverbot, dem Verbot des ne bis in idem und dem Rückwirkungsverbot wie auch den anderen Justizgrundrechten.
Die einzelnen Strafgesetze legen einen möglichen Strafrahmen fest, etwa für die Erfüllung des Straftatbestands des Betrugs, § 263 StGB, eine Geldstrafe oder eine Freiheitsstrafe von bis zu 5 Jahren. Die Strafzumessung, d. h. die Höhe der Strafe im Einzelfall, richtet sich nach der Schuld des Täters. Zu berücksichtigen sind hier etwa einschlägige Vorstrafen des Täters, seine Beweggründe, aber auch die Art und Weise der Tatbegehung und eine möglicherweise nach der Tat erfolgte Schadenswiedergutmachung.
Ergänzend zum materiellen Strafrecht, das strafbares Verhalten definiert und Rechtsfolgen für solches Verhalten vorsieht, sind für die Reaktion der Gesellschaft auf Straftaten ferner das Strafverfahrensrecht und das Strafvollzugsrecht von Bedeutung.

## Österreich
Die Hauptquelle der Strafgesetze in der Republik Österreich ist das Strafgesetzbuch (StGB). Es stellt eine komplette Neukodifizierung des österreichischen Strafrechts dar, wurde im Rahmen der „Großen Strafrechtsreform“ unter Christian Broda erarbeitet und ist seit dem 1. Jänner 1975 in Kraft. Es ersetzt das bis dahin gültige österreichische Strafgesetz, welches auf dem vom 1. September 1852 gültigen Strafgesetz über Verbrechen, Vergehen und Uebertretungen beruhte und in der Republik Österreich 1945 neuerlich kundgemacht wurde (StG 1945).